# Ванцький район
Ва́нцький район або Ва́ндзький район (тадж. Ноҳияи Ванҷ) — адміністративна одиниця другого порядку у складі Горно-Бадахшанської автономної області Таджикистану. Центр — село Ванч, розташоване за 98 км від Хорога.

## Географія
Район розташований в долині річок П'яндж та її правих приток. На заході межує з Дарвозьким, на півдні — з Рушанським, на сході — Мургабським районами Горно-Бадахшанської автономної області, на півночі — з Тавілдаринським районом Міст і районів республіканського підпорядкування, на південному заході має кордон з Афганістаном.

## Населення
Населення — 31300 осіб (2013; 31100 в 2012, 30800 в 2011, 30500 в 2010, 30400 в 2009, 30200 в 2008, 30200 в 2007).

## Адміністративний поділ
Адміністративно район поділяється на 6 джамоатів:
| Район                | Площа, км² | Населення, осіб | Центр    | Населені пункти |
| -------------------- | ---------- | --------------- | -------- | --------------- |
| Водхудський джамоат  | -          | 1944            | Даштак   | -               |
| Ванцький джамоат     | -          | 9804            | Ванч     | -               |
| Жовідський джамоат   | -          | 2975            | Жовід    | -               |
| Ровандський джамоат  | -          | 4975            | Рованд   | -               |
| Техарвський джамоат  | -          | 3036            | Техарв   | -               |
| Язгуломський джамоат | -          | 5414            | Андарбаг | -               |

## Історія
Район був утворений 29 травня 1933 року у складі Горно-Бадахшанської автономної області Таджицької РСР.